# 일반화 복소다양체
미분기하학에서 일반화 복소다양체(一般化複素多樣體, 영어: generalized complex manifold)는 복소다양체와 심플렉틱 다양체의 공통적인 일반화이다. 물리학적으로, 캘브-라몽 장 {\displaystyle B}가 존재하는 IIB 초끈 이론 축소화를 나타낸다.

## 정의
{\displaystyle n}차원 매끄러운 다양체 {\displaystyle M} 위의  일반화 개복소구조(一般化槪複素構造, 영어: generalized almost complex structure)는 실수 벡터 다발 {\displaystyle TM\oplus T^{*}M} 위의 개복소구조이다. 즉, 다음 두 조건을 만족시키는 다발 사상 {\displaystyle J\colon \mathrm {T} M\oplus \mathrm {T} ^{*}M\to \mathrm {T} M\oplus \mathrm {T} ^{*}M}이다.
- {\displaystyle J^{2}=-\operatorname {id} }
- {\displaystyle \langle J(X+\xi ),J(Y+\eta )\rangle =\langle X,\eta \rangle +\langle Y,\xi \rangle }

여기서 {\displaystyle \langle ,\rangle }는 부호수 {\displaystyle (n,n)}의 자연스러운 내적 사상이다. 일반화 개복소구조가 주어진 매끄러운 다양체를 일반화 개복소다양체(一般化槪複素多樣體, 영어: generalized complex manifold)라고 한다.
일반화 개복소다양체 위의 일반화 정칙접다발(영어: generalized holomorphic tangent bundle)은 다음과 같은 복소수 벡터 다발이다.
{\displaystyle E=\{X+\xi \in \Gamma ((\mathrm {T} M\oplus \mathrm {T} ^{*}M)\otimes \mathbb {C} )\colon J(X+\xi )=\mathrm {i} (X+\xi )\}}
이에 따라
{\displaystyle (\mathrm {T} M\oplus \mathrm {T} ^{*}M)\otimes C\cong E\oplus {\bar {E}}}
가 된다.
{\displaystyle \mathrm {T} M\oplus \mathrm {T} ^{*}M}의 두 매끄러운 단면 {\displaystyle X+\xi }, {\displaystyle Y+\eta }에 대하여, 다음과 같이 쿠란트 괄호(Courant括弧, 영어: Courant bracket)를 정의하자.
{\displaystyle [X+\xi ,Y+\eta ]=[X,Y]+{\mathcal {L}}_{X}\eta -{\mathcal {L}}_{Y}\xi -{\frac {1}{2}}d(\langle X,\eta \rangle -\langle Y,\xi \rangle )}
여기서 {\displaystyle {\mathcal {L}}_{X}}는 리 미분이며, {\displaystyle d}는 외미분이다.
일반화 개복소구조 가운데, {\displaystyle E}의 매끄러운 단면들이 쿠란트 괄호에 대하여 닫혀 있는 것들을 일반화 복소구조(一般化複素構造, 영어: generalized complex structure)라고 하며, 일반화 복소구조가 주어진 매끄러운 다양체를 일반화 복소다양체(一般化複素多樣體, 영어: generalized complex manifold)라고 한다.

## 순수 스피너
{\displaystyle n}차원 실수 벡터 공간 {\displaystyle V}가 주어졌을 때, {\displaystyle V\oplus V^{*}} 위에는 자연스러운 {\displaystyle \operatorname {SO} (n,n)} 구조가 존재한다. 이 경우, 리 대수의 작용은
{\displaystyle {\mathfrak {so}}(V\oplus V^{*})\cong {\mathfrak {gl}}(V;\mathbb {R} )\oplus \bigwedge ^{2}V^{*}\oplus \bigwedge ^{2}V}
이다.
{\displaystyle V\oplus V^{*}}는 외대수 {\displaystyle \textstyle \bigwedge ^{\bullet }V^{*}} 위에 다음과 같은 작용을 갖는다.
{\displaystyle (X+\eta )\cdot \phi =\iota (X)\phi +\xi \wedge \phi }
이 경우
{\displaystyle (X+\eta )\cdot \left((X+\eta )\cdot \phi \right)=\langle X,\eta \rangle \phi }
이며, 이는 디랙 행렬과 같은 형태이다. 이를 사용하여, {\displaystyle V\oplus V^{*}}의 디랙 스피너 공간을 다음과 같이 표준적으로 나타낼 수 있다.
{\displaystyle \Delta (V\oplus V^{*})\cong {\sqrt {\bigwedge ^{n}V}}\otimes \bigwedge ^{\bullet }V^{*}}
이는 짝수 차원 디랙 스피너 공간이며, 이는 바일 스피너 공간의 직합으로 나타낼 수 있다.
{\displaystyle \Delta (V\oplus V^{*})=\Delta ^{+}(V\oplus V^{*})\oplus \Delta ^{-}(V\oplus V^{*})}
{\displaystyle \Delta ^{+}(V\oplus V^{*})\cong {\sqrt {\bigwedge ^{n}V}}\otimes \bigwedge ^{2\bullet }V^{*}}
{\displaystyle \Delta ^{-}(V\oplus V^{*})\cong {\sqrt {\bigwedge ^{n}V}}\otimes \bigwedge ^{2\bullet +1}V^{*}}
스피너 {\displaystyle \phi \in \Delta ^{\pm }(V\oplus V^{*})} 가운데,
{\displaystyle \dim \ker(\cdot \phi )=\dim\{X+\eta \in V\oplus V^{*}\colon (X+\eta )\cdot \phi =0\}=n}
인 것을 {\displaystyle V\oplus V^{*}}의 순수 스피너(純粹spinor, 영어: pure spinor)라고 한다.
이 모든 정의들은 벡터 공간 대신, 매끄러운 다양체 위의 벡터 다발에 대하여 정의할 수 있다.

## 일반화 칼라비-야우 다양체
매끄러운 다양체 {\displaystyle M}의 일반화 접다발 {\displaystyle \mathrm {T} M\oplus \mathrm {T} ^{*}M}이 자명한 순수 스피너 복소수 선다발을 갖는다면, {\displaystyle (M,E)}를 일반화 칼라비-야우 다양체라고 한다. 즉,
{\displaystyle \phi \in \Omega ^{\pm }M\otimes \mathbb {C} }
가 {\displaystyle \mathrm {T} M\oplus \mathrm {T} ^{*}M}의 순수 스피너이며, {\displaystyle d\phi =0}이며, 또한 모든 곳에서 {\displaystyle \langle \phi ,{\bar {\phi }}\rangle \neq 0}이라면 {\displaystyle M}은 일반화 칼라비-야우 다양체를 이룬다.
일반화 칼라비-야우 다양체 {\displaystyle (M,\phi )}가 주어졌을 때, {\displaystyle \ker(\cdot \phi )\subset (\mathrm {T} M\oplus \mathrm {T} ^{*}M)\otimes \mathbb {C} }은 {\displaystyle M}위의 일반화 복소구조를 정의한다. 즉, 모든 일반화 칼라비-야우 다양체는 일반화 복소다양체를 이룬다.

## 예

### 복소다양체
모든 복소다양체는 자명하게 일반화 복소다양체를 이루며, 모든 칼라비-야우 다양체는 자명하게 일반화 칼라비-야우 다양체를 이룬다. 복소수 {\displaystyle k}차원 복소다양체 {\displaystyle M}의 경우, {\displaystyle E}는 정칙 벡터장 및 {\displaystyle (1,0)}-복소수 미분 형식들의 다발의 직합이다.
{\displaystyle E=\mathrm {T} ^{+}M\oplus \Omega ^{1,0}M}
이 경우, 순수 스피너는 {\displaystyle (k,0)}-복소수 미분 형식이며, 칼라비-야우 다양체의 경우 정칙 부피 형식 {\displaystyle \Omega \in \Gamma (\Omega ^{k,0}M)}이 존재하므로 일반화 칼라비-야우 다양체를 이룬다.

### 심플렉틱 다양체
모든 심플렉틱 다양체 역시 일반화 복소다양체를 이루며, 또한 일반화 칼라비-야우 다양체를 이룬다. {\displaystyle 2k}차원 심플렉틱 다양체 {\displaystyle (M,\omega )}가 주어졌을 때, 순수 스피너는 다음과 같은 꼴의 복소수 미분 형식이다.
{\displaystyle \exp(\mathrm {i} \omega )f\qquad (f\in {\mathcal {C}}^{\infty }(M,\mathbb {C} ))}
순수 스피너의 다발은 항상 자명하므로, 이는 항상 일반화 칼라비-야우 다양체를 이룸을 알 수 있다. 이 경우, 일반화 정칙 접다발은 다음과 같은 꼴의 원소들로 구성된다.
{\displaystyle X-\mathrm {i} \omega (X,-)\qquad (X\in \Gamma (\mathrm {T} M))}

## 역사
나이절 히친이 2002년에 거울 대칭을 다루기 위하여 도입하였다. 이후 히친의 박사 과정 학생인 마르코 괄티에리(이탈리아어: Marco Gualtieri)가 박사 학위 논문에서 이를 체계적으로 연구하였다.